# Kshemaraja
Kshemaraja, philosophe indien et hindou représentatif du shivaïsme du Cachemire, disciple d'Abhinavagupta.
Le Pratyabhijnahridayam a été comparé, pour cette école, au Vedāntasāra de Sadananda grâce à un exposé clair et succinct, évitant la polémique. La glose la plus intéressante [considération personnelle] concerne cependant la définition des darshana comme différents rôles joués par l'Absolu. Les matérialistes (Chârvâka) identifient l'Âtman avec le corps ; le Nyâya, la Mîmâmsâ et Bouddha à l'intellect (buddhi) ; le Védanta à prana ou Ishvara ; le védisme et le madhyamaka au néant ou au Vide (Śūnyatā) ; le Pancharatra à Vasudeva ; le Sâmkhya à la conscience inerte (Purusha) ; les grammairiens (Vyakarana) au Verbe ; le tantrisme le considère comme transcendant et le shaktisme immanent [citation nécessaire]; mais le système Trika le considère à la fois immanent et transcendant. Kshemaraja pense donc, en accord avec certains tantra que les différents systèmes ne représentent que des parties ou des étapes du système Trika qui les embrasse tous.
Dans ses autres traités, Kshemaraja est celui qui a dénoncé le plus directement les lacunes et les limites de l'advaïta védanta. Il dénonce notamment la nature passive du Brahman inactif, incapable de rien créer de réel et voilé par un univers irréel à la conscience cosmique et dynamique de Shiva, capable de créer un univers infiniment varié, fruit d'une activité divine libre et souveraine.
L'opposition tranchée entre un Shankara et Kshemaraja provient de ce que pour le védanta illusionniste, l'énergie est conçue comme un produit de l'ignorance, une force liée à la matière, tandis que pour le shivaïsme, l'énergie créatrice est une vibration (spanda) de la conscience essentielle, Shiva et Shakti sont indissolubles.

## Œuvres
- Shivasutra vimarshini, glose des Shiva Sutra
- Spandasandhoha, commentaire de la première karika des Spanda Karika de Vasugupta.
- Pratyabhijnahridayam, compendium du Pratyabhijna vimarshini d'Abhinavagupta.
- Spandanirnuya
- Svacchabdodyata
- Netroddyyota
- Vijnanadhairavadyota
- Parapravesika
- Tattvasandoha

## Citations
- Celui qui perçoit l'univers comme un amas d'écume en plein océan ambrosiaque de la conscience, c'est lui, en Vérité, l'unique Shiva.
- La Shakti, poussée par le plaisir, se laisse aller vers la manifestation.
- Vismaya, l'émerveillement accompagné de paix et de félicité inébranlables est essentiel dans la voie de Shiva.
- Étant entré dans la voie de Shiva, grâce à la pure connaissance, l'univers n'est pour lui (le yogi) que son propre rayonnement.
- Alors, grâce à son indépendance, il obtient des pouvoirs surnaturels qui ne sont qu'une gerbe d'étincelles de la conscience.
- Sans quitter le niveau supérieur qu'il a atteint, il s'oriente vers les niveaux inférieurs pour les rendre à leur nature divine, étendant la conscience cosmique de Shiva du centre de la Roue (des énergies) jusqu'à la périphérie.

## Sources
- Ksemaraja, Le Secret de la reconnaissance du cœur, établi annoté et préfacé par Jaideva Singh, Guy Tradaniel éditeur, Éditions de la Maisnie, 1987. (ISBN 2-85707-199-0) édité erroné (BNF 34977770)
- Sivasutra et vimarsini de Ksemaraja, introduction et traduction de Lilian Silburn, ed. De Boccard, Institut de civilisation indienne du Collège de France, Paris.